# ジョン・ベンジャミン・ヒッキー
ジョン・ベンジャミン・ヒッキー（John Benjamin Hickey、1963年6月25日 - ）は、アメリカ合衆国の俳優。

## 主な出演作品
- 死霊伝説 呪われた町 (2024)
- Sublet (2020)
- 荒野の誓い Hostiles (2017)
- バリー Barry (2016)
- タルーラ 〜彼女たちの事情〜 Tallulah (2016)
- LAW & ORDER： 性犯罪特捜班 シーズン15
- ハンニバル
- グッド・ワイフ4（ニール・グロス）
- New Normal　おにゅ～な家族のカタチ
- ジェームス・ブラウン 最高の魂を持つ男
- グッド・ワイフ3（ニール・グロス）
- キャシーのbig C　いま私にできること シーズン2
- グッド・ワイフ2（ニール・グロス）
- LAW & ORDER： LA
- キャシーのbig C　いま私にできること シーズン1
- サブウェイ123 激突
- トランスフォーマー/リベンジ
- 希望のちから
- ザ・プロテクター/狙われる証人たち シーズン1
- いとしい人
- 光の六つのしるし（ジョン・スタントン）
- LAW & ORDER　ロー＆オーダー シーズン17
- ブラザーズ＆シスターズ シーズン1
- 父親たちの星条旗（キース・ビーチ）
- エイリアス シーズン4
- フライトプラン
- LAW & ORDER　ロー＆オーダー シーズン15
- LAW & ORDER　ロー＆オーダー シーズン14
- LAW & ORDER　クリミナル・インテント シーズン2
- LAW & ORDER　ロー＆オーダー シーズン12
- NYPD BLUE　～ニューヨーク市警15分署 シーズン9
- 堕ちた弁護士　～ニック・フォーリン～ シーズン1
- ＣＳＩ：２　科学捜査班
- ジュディ・ガーランド物語（ロジャー・イーデンス）
- アニバーサリーの夜に
- LAW & ORDER： 性犯罪特捜班 シーズン1
- 名探偵は演出家／疑惑の淑女
- ボーン・コレクター
- ホミサイド／殺人捜査課 第6シーズン
- SEX AND THE CITY Season 1
- LAW & ORDER　ロー&オーダー シーズン8
- NYPD BLUE　～ニューヨーク市警15分署 シーズン1
- オンリー・ユー
- アイス・ストーム
- 将軍の娘/エリザベス・キャンベル
- 地獄の戦艦
- チェンジング・レーン
- フリーダム・ライターズ